# 顎関節症
顎関節症（がくかんせつしょう、英: Temporomandibular joint disorder）とは、顎関節部や咀嚼筋などの疼痛、関節音、開口障害といった症状が出る疾患である。顎運動異常を主要症候とする疾患群の総括的診断名であり、その病態には咀嚼筋障害、関節包・靭帯障害、関節円板障害、変形性関節症などが含まれるとされている。

## 歴史
顎関節症は、かつて、Costen syndromeあるいはTemporomandibular joint arthrosisのほか、Myofascial pain dysfunction syndrome,Internal derangements of temporomandibular jointなどと呼ばれていたが、それらは顎関節症と同一のものと考えられている。現在まで、その他に英語名と日本語名をあわせて20種類以上の疾患名を数えることができる。以上のことから、1991年1月に開催されたThe Craniomandibular Institute's 10th Annual Squaw Valley Winter Seminar において、「いわゆる顎関節症」に対する用語がTemporomandibular Disorders(TMD)に統一することが提言され、その定義は「TMDとは顎関節あるいは咀嚼筋、そして関連組織を含む臨床的問題の一群を包括した集合的用語である」とすることにパネラーの同意が得られた。顎関節症は、様々な分野において議論が絶えない疾患群といえる。

## 症状
顎関節症は、単一の疾患ではなく、障害を受けている部位と病態が異なるさまざまな疾患が含まれているため、症状は、それぞれの疾患により異なる。しかし、顎関節症は、1956年、上野らにより、関節痛、関節雑音、異常顎運動を主徴とする症例を臨床上において一括して「顎関節症」とすることが提唱されたものである。そのため、いわゆる「顎関節症」として一般的に認識されている症状は、顎関節や耳の前方に疼痛や不快感、開口障害、顎運動時の雑音や疼痛、頭痛などとされている。

## 原因
顎関節症には様々な疾患が含まれていることから、原因は、それぞれの疾患により異なる。そのため、「顎関節症の原因」ということ自体に疑問がある。しかし、いわゆる「顎関節症」の原因として一般的に認識されている原因には、不正咬合、生活習慣、心因性などがある。

## 治療
顎関節症には様々な疾患が含まれていることから、顎関節症の治療は、疾患名とともに病態および疾患の進行状態を明らかにする診断に基づく必要がある。そのため、「顎関節症の治療」ということ自体に意味がないとする考えがある。しかし、いわゆる「顎関節症」によく選択される治療方法が存在し、それらには以下のものがある。

### 咬合の改善
外側翼突筋の障害など、咬合の診察（咬合分析）により原因が不正咬合として明らかにされ、不正咬合の部位と状態が明確に判断できた場合、咬合の改善を目標とした治療が施される。診断が正確に行われた場合、その治療効果は大きい。

### スプリント療法
スプリント療法は、原因が不正咬合として診断された場合、一時的に全体的咬合状態を改善して、顎関節症の対症療法として用いられる。また、歯を削ることに抵抗感を持つ患者あるいは歯科医師において、保存療法としてスプリント療法が選択されることがある。スプリント療法には、前歯接触型と全歯列接触型のものがある。

### 外科手術
顎関節症に対する外科手術療法には、関節円板固定術、円板切除術、顎内障手術などの報告がある。その他に関節腔洗浄療法があり、非復位性円板前方転位や変形性顎関節症などの疾患に適応されている。以上のように、いわゆる「顎関節症」に対する外科手術は、かなり以前から行われている。しかし、研究者によっては、新しい外科手術の技術が開発されたわけではなく、現在の段階においては、手術方法が確立されているとは言いがたいと述べている。

## 顎関節症に含まれる疾患
顎関節症に含まれる疾患は、全てが明らかにされているわけではない。そのうち、一般的によく使用されている疾患名は、以下の通りである。

### 外側翼突筋の障害
就寝時の歯ぎしりなどにより、外側翼突筋が断続的に強く収縮した結果、同筋が強く疲労し障害を受けることがある。この場合、不正咬合の状態など原因が明らかとなり診断が確定し、その診断に基づいた治療方法が選択することができれば、予後は良好である。この疾患が軽症の段階は、「筋肉疲労」の状態である。重症化すると「腱鞘炎」の状態になる。

### 関節円板前方転位
おもに関節円板を後方から支えている円板後部組織が何らかの原因により障害を受けて、関節円板が前方に転位した場合にこの疾患名が付けられる。関節円板前方転位には、疾患の進行状態により、復位型関節円板前方転位と非復位型関節円板前方転位に分けられる。治療は、関節円板の整復が図られ、整復された状態を固定・維持する治療が施される。治療は長期間を要することが多い。

### 変形性顎関節症
変形性顎関節症は、顎関節を構成する軟骨や骨の変性性疾患である。診断は、X線写真により、関節結節の平坦化や骨の反応性増殖による骨棘、あるいは本来柔らかい組織が骨化した像が認められることなど、顎関節の構成要素に器質的変性を伴う場合、この疾患名が付けられる。

### 心因性の顎関節症
いわゆる「顎関節症」の症状を示す患者に対して、診断することができない場合、この疾患名が付けられることがある。心因性の顎関節症は、心理的・精神的原因により顎関節部に発症した疾患である。しかし、心因性の顎関節症の診断方法が確立されているわけではない。心因性の顎関節症が疑われる場合は、一般的に精神科医へ診察を依頼することになる。

## 分類
顎関節症の分類は、多くの研究者により様々な提案がなされている。保母須弥也は、顎関節症を「顎関節内に病因をもつもの」と「顎関節外に病因をもつもの」とに分類している。アメリカ歯科医師会(ADA)会長委員会は、「顎関節症」という曖昧な用語による弊害を解消するために、側頭下顎異常の分類のガイドラインを提案している。最近においては、Okesonの著書であるManagement of Tenporomandibular Disorders and Occlusionに掲載されているTMDの分類が著名である。この分類システムは、「I：咀嚼筋障害、II：顎関節障害、III：慢性下顎運動制限、IV：成長障害」からなる。日本では1987年、岡により報告された顎関節研究会による「顎関節症の分類」に基づいて、1999年に顎関節学会が改訂した「顎関節症の症型分類」がある。さらに、日本顎関節学会は、2013年「顎関節症の病態分類」として改訂した。その病態分類は、「I型：咀嚼筋障害、II型：顎関節痛障害、III型：顎関節円板障害、a：復位性、b：非復位性、IV型：変形性関節症」である。

### 和雑誌
- 上野正、岡達、中村允也「顎関節症の研究（第1報）：臨床的所見」『日本口腔科学会雑誌』第5巻第3号、日本口腔科学会、1956年7月、284頁。
- 岡達「顎関節疾患の分類と顎関節症の位置づけ」『日本口腔外科学会雑誌』第33巻第5号、日本口腔外科学会、1987年5月、1066-1070頁、doi:10.5794/jjoms.33.1057、ISSN 0021-5163、NAID 10006383199。「第7回教育研修会（1057-1119頁）より」
- 小林義典：Bite PlaneⅢ．応用の実際．歯界展望、62：111-121，1983．
- 柴田考典、高橋庄二郎：顎内障の考え方と、その外科的治療．紫耀、32：340-347，1984．
- 高久暹「顎関節円板損傷の外科的療法」『日本口腔外科学会雑誌』第29巻第9号、日本口腔外科学会、1983年9月、1616-1631頁、doi:10.5794/jjoms.29.1616、ISSN 0021-5163。
- 日本顎関節学会：顎関節症における各症型の診断基準、日本顎関節学会誌、11(1)、120-125、1999.

### 和書
- 栗田賢一、濱田良樹 著「CHAPTER19 顎関節手術および関連手術 顎関節症に対する手術 顎関節洗浄療法」、編 日本口腔外科学会 編集委員 野間弘康、栗田賢一、木村博人、瀬戸晥一、福田仁一、山根源之、朝波惣一郎 編『イラストでみる口腔外科手術』 第3巻、クインテッセンス出版、東京都文京区、2013年5月10日、59-62頁。ISBN 978-4-7812-0310-2。 NCID AN00113398。
- 高橋庄二郎、柴田考典『顎関節症の基礎と臨床』日本歯科評論社、1986年11月。ISBN 493088120X。 NCID BN02829730。
- 保母須弥也：咬合学事典、書林、東京都、1979年
- 矢谷博文 著「I.顎関節症の疾患概念 1-2 顎関節症の病態分類」、編 日本顎関節学会　編集委員 覚道健治、久保田英朗、小林馨、古谷野潔、柴田考典、杉﨑正志　 編『新編　顎関節症』（第1版）永末書店、京都市、2013年8月20日、4-12頁。ISBN 978-4-8160-1261-7。 NCID BB13510871。

### 洋雑誌
- Thomas Annandale（英語: Thomas Annandale） (1887-02). “ON DISPLACEMENT OF THE INTER-ARTICULAR CARTILAGE OF THE LOWER JAW, AND ITS TREATMENT BY OPERATION.”. The Lancet 129 (3313):  411. doi:10.1016/S0140-6736(02)28282-3. ISSN 0140-6736.
- James B. Costen (1934-03). “A Syndrome of Ear and Sinus Symptoms Dependent upon Disturbed Function of the Temporomandibular Joint”. Annals of Otology, Rhinology & Laryngology（英語: Annals of Otology, Rhinology, and Laryngology） (St. Louis: Annals Publishing Company) 43 (1):  1-15. doi:10.1177/000348943404300101. ISSN 0003-4894.
- Jens Foged (1949-12-31). “TEMPOROMANDIBULAR ARTHROSIS”. Lancet 254 (6592):  1209-1211. doi:10.1016/S0140-6736(49)91914-5. ISSN 0140-6736.
- Clifford L. Kiehn (1952-03). “Meniscectomy for internal derangement of temporomandibular joint”. American journal of surgery (United States) 83 (3):  364-373. doi:10.1016/0002-9610(52)90271-7. ISSN 0002-9610.
- SIGVARD KOPP (1977-11). “Clinical findings in temporomandibular joint osteoarthrosis”. Scandinavian journal of dental research 85 (6):  434–443. doi:10.1111/j.1600-0722.1977.tb00577.x.

### 洋書
- Peter E. Dawson (2007) (English). Functional Occlusion From TMJ to Smile Design. St. Loui: Mosby. ISBN 978-0-323-03371-8. NCID BA80113205
- Laskin, D.M.（英語: Daniel Laskin） :Temporomandibular joint. ed. 2, Thomas, Springfield, 1979
- McNeill, C. :Temporomandibular Disorders - Guidelines for Classification, Assessment, and Management-, Quintessence, Chicago, 1993.
- Jeffrey P. Okeson (2008) (English). Management of Temporomandibular Disorders and Occlusion (6th ed.). MOSBY. ISBN 978-0-323-04614-5. NCID BA8321642X
- American Academy of Orofacial Pain. In : McNeill C, ed, Temporomandibular disorders - Guidelines for classification, assessment and management 1-141, Chicago , Quintessence, 1993.